# Ewart Potgieter
Ewart Frederick Potgieter (28 de diciembre de 1932 - 1 de abril de 1997) fue un boxeador profesional sudafricano, de origen alemán. Aparece en la lista del Libro Guinness de los récords como el 2º boxeador profesional más alto de la historia.

## Carrera en boxeo
Ewart Potgieter se adentró en el mundo del boxeo, y al tener una racha a base de victorias en Sudáfrica, decidió adentrarse más adentro en el boxeo, viajando a Reino Unido, allí ganó sus primeros combates, pero el último lo perdió. Tras esto, decidió dejar el boxeo y regresó a Sudáfrica. Pero hizo un último intento de volver a boxear, y viajó a Estados Unidos, allí perdió su primer combate, ganó los dos siguientes, pero perdiendo ante John Holman, y retirándose definitivamente del boxeo. Regresó a Sudáfrica, y vivió de la agricultura. Ewart Potgieter boxeó durante los años 1954, 1955 y 1957, acumulando un récord de 11 victorias, 2 derrotas y 1 empate.

## Récord profesional
| 11 victorias (11 nocauts), 2 derrotas, 1 empate |        |                     |      |           |            |                                                         |                   |
| Res.                                            | Récord | Oponente            | Tipo | Ronda     | Fecha      | Localización                                            | Notas             |
| D                                               | 11-2-1 | John Holman         | DU   | 10 (10)   | 09/04/1957 | Auditorium, Portland, Oregón, Estados Unidos            |                   |
| V                                               | 11-1-1 | Bruce Olson         | KO   | 6 (10)    | 02/03/1957 | Armory, Portland, Oregón, Estados Unidos                |                   |
| V                                               | 10-1-1 | Dave Roy            | TKO  | 5 (10)    | 16/02/1957 | Armory, Salem, Oregón, Estados Unidos                   |                   |
| D                                               | 9-1-1  | Jeff Dyer           | DU   | 10 (10)   | 14/01/1957 | Valley Arena, Holyoke, Massachusetts, Estados Unidos    |                   |
|                                                 | 9-0-1  | James J. Parker     | PTS  | 10 (10x3) | 15/11/1955 | Harringay Arena, Harringay, Londres, Reino Unido        |                   |
| V                                               | 9-0    | Noel Reed           | TKO  | 2 (8x3)   | 18/10/1955 | Harringay Arena, Harringay, Londres, Reino Unido        |                   |
| V                                               | 8-0    | Simon Templar       | TKO  | 6 (8x3)   | 13/09/1955 | White City Stadium, White City, Londres, Reino Unido    |                   |
| V                                               | 7-0    | Ben Miller          | TKO  | 2 (6)     | 02/04/1955 | Rand Stadium, Johannesburgo, Gauteng, Sudáfrica         |                   |
| V                                               | 6-0    | Buddy Walker        | TKO  | 2 (6)     | 26/02/1955 | Rand Stadium, Johannesburgo, Gauteng, Sudáfrica         |                   |
| V                                               | 5-0    | Isak Kukard         | KO   | 1 (6)     | 12/02/1955 | Wembley Stadium, Johannesburgo, Gauteng, Sudáfrica      |                   |
| V                                               | 4-0    | Jacobus Jack Jansen | KO   | 2 (4)     | 23/10/1954 | Davies Stadium, Port Elizabeth, Eastern Cape, Sudáfrica |                   |
| V                                               | 3-0    | Ray Sands           | KO   | 1 (4)     | 02/10/1954 | Rand Stadium, Johannesburgo, Gauteng, Sudáfrica         |                   |
| V                                               | 2-0    | George Strydom      | KO   | 1 (6)     | 18/09/1954 | Raylton Sports Ground, Harare (Salisbury), Zimbabue     |                   |
| V                                               | 1-0    | Fred McCoy          | KO   | 1 (4)     | 30/07/1954 | Hoy Park Stadium, Durban, KwaZulu-Natal, Sudáfrica      | Debut profesional |